# Höstvädd
Höstvädd (Scabiosa caucasica) är en tvåhjärtbladig växtart som först beskrevs av Friedrich August Marschall von Bieberstein, och fick sitt nu gällande namn av Werner Rodolfo Greuter och Burdet. Scabiosa caucasica ingår i släktet Scabiosa och familjen Dipsacaceae. Inga underarter finns listade i Catalogue of Life.

## Bildgalleri

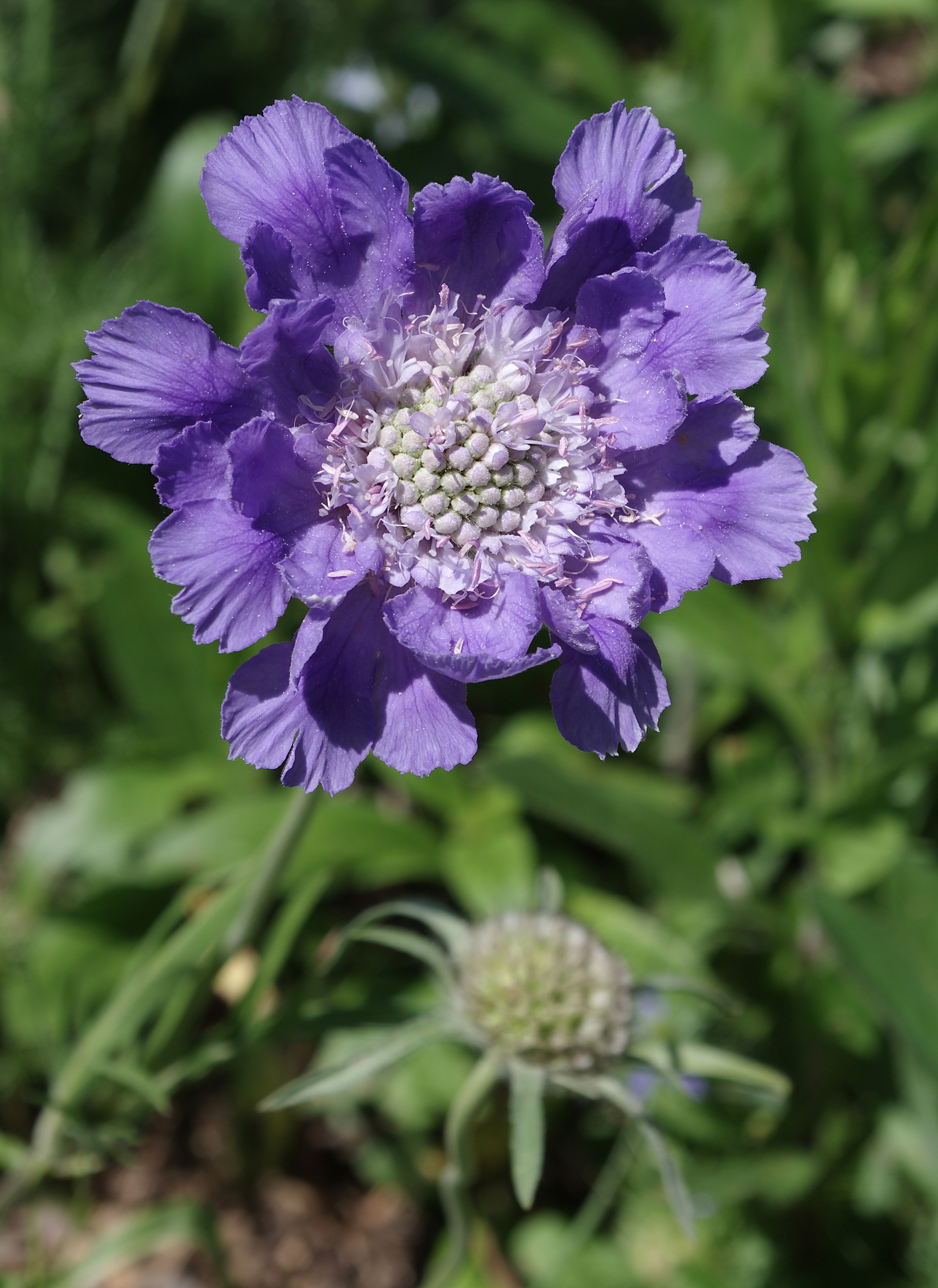
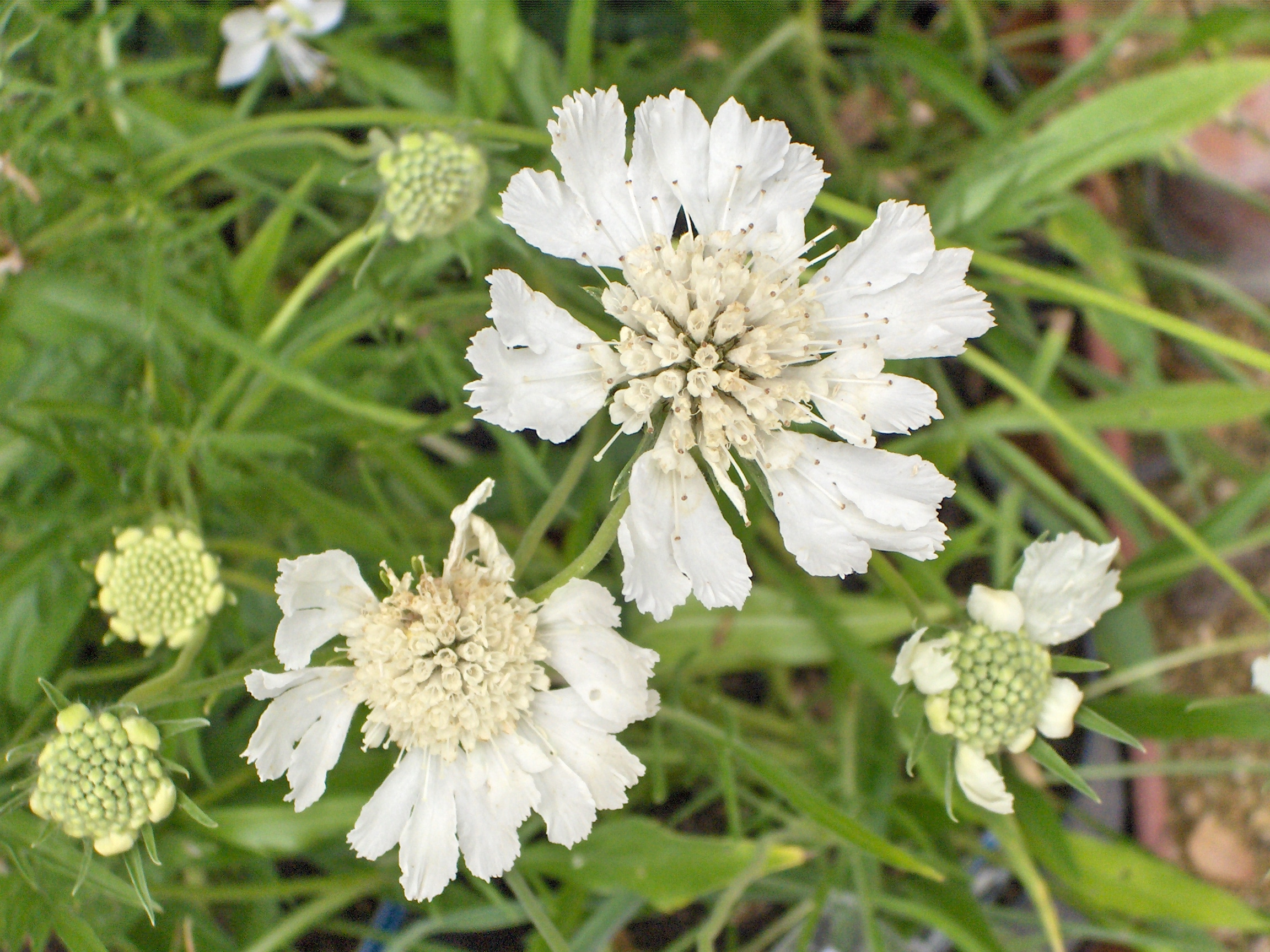
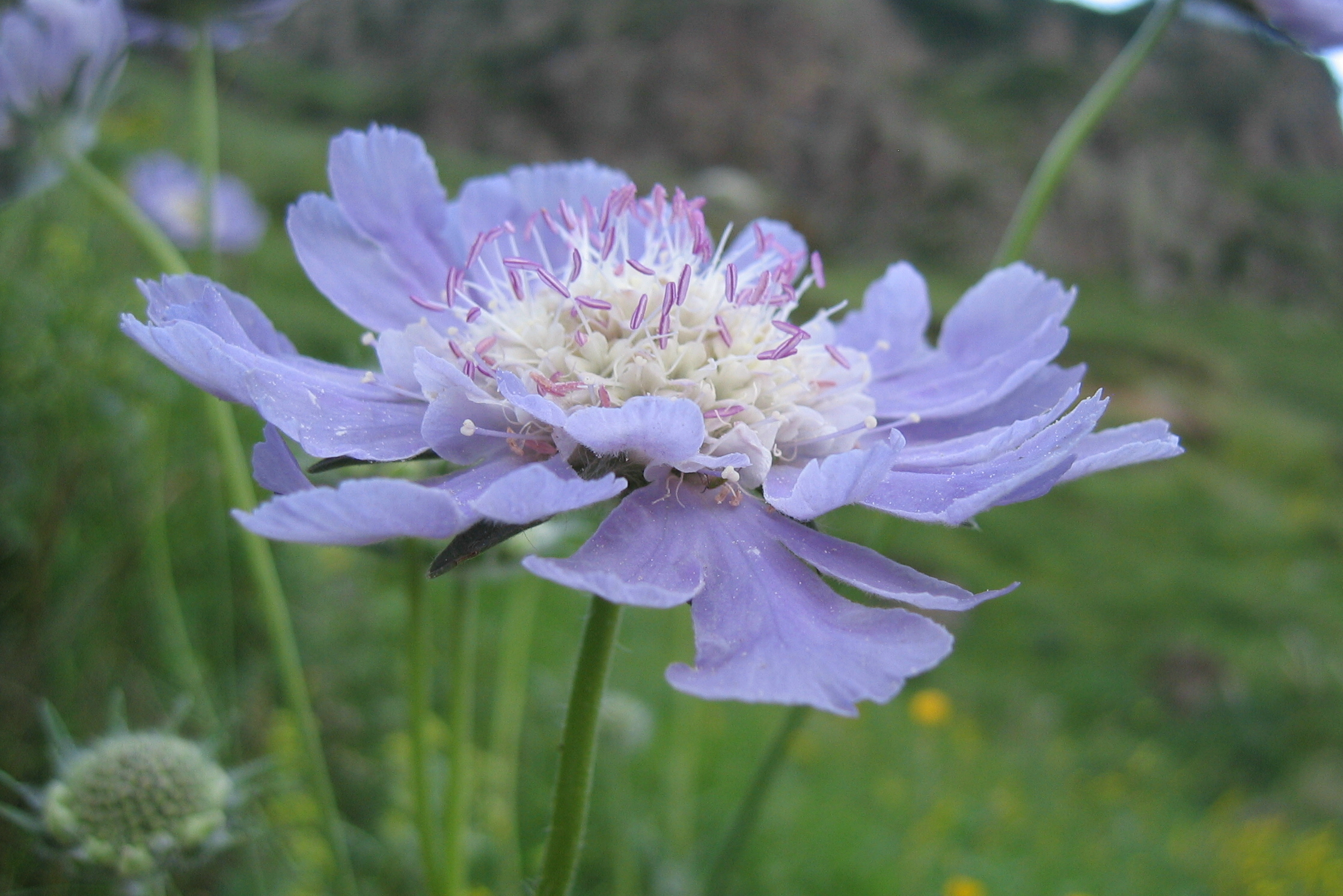